# Villavidel
Villavidel es una pedanía perteneciente al municipio de Campo de Villavidel, situado en Esla-Campos con una población de 109 habitantes según el INE.
Está situado al final de la CV-194-16.

## Demografía
Tiene 109 habitantes, 55 varones y 54 mujeres censados en el municipio.